# 599 v. Chr.
Portal Geschichte | Portal Biografien | Aktuelle Ereignisse | Jahreskalender | Tagesartikel

◄ |
7. Jahrhundert v. Chr. |
6. Jahrhundert v. Chr. |
5. Jahrhundert v. Chr. |
►

◄ | 610er v. Chr. | 600er v. Chr. | 590er v. Chr. | 580er v. Chr. |
570er v. Chr. |
►

◄◄ | ◄ | 602 v. Chr. | 601 v. Chr. | 600 v. Chr. | 599 v. Chr. |
598 v. Chr. |
597 v. Chr. |
596 v. Chr. |
► |
►►

## Ereignisse

### Politik und Weltgeschehen
- Siedler aus Syrakus gründen an der Südküste Siziliens die Stadt Kamarina.
- um 599 v. Chr.: Arkesilaos I. wird als Nachfolger seines Vaters Battos I. König von Kyrene.

### Wissenschaft und Technik

Verlauf der Mondfinsternis (Quelle: NASA)

- Im fünften Regierungsjahr des babylonischen Königs Nebukadnezar II. wird die Mondfinsternis vom 19./20. Februar 599 v. Chr. keilschriftlich festgehalten.
- Im babylonischen Kalender fällt der babylonische Neujahrsanfang des 1. Nisannu im julianischen Kalender auf den 5. April.[1]

## Geboren
- um 599/497 v. Chr.: Mahavira, indischer Religionsgründer des Jainismus († um 527 v. Chr./425 v. Chr.)

## Gestorben
- um 599 v. Chr.: Battos I., König von Kyrene